# Orbitalno ispadanje
Orbitalno ispadanje, gubljenje visine orbite, pojava u orbitalnoj mehanici. To je postupno gubljenje udaljenosti između dvaju tijela koji orbitiraju. Udaljenost kad su u orbiti najbliži jedan drugome (periapsis) biva smanji tijekom brojnih orbitnih razdoblja. Kod umjetnih satelita, za održati stabilnu orbitu zahtijeva se periodično potiskivanje ili lansiranje zamjenskih satelita kad se stari sateliti vrate u atmosferu. Često je ispadanje u niskoj orbiti oko Zemlje.